# Henri Adolphe van de Velde
Henri Adolphe van de Velde (Banjoemas, 9 september 1855 - Wassenaar, 28 mei 1919) was een Nederlands politicus.

## Levensloop
Van de Velde werd in het toenmalige Nederlands-Indië geboren, als zoon van de marineofficier Ernest van de Velde en Elisabeth Ellinghuysen. Hij studeerde rechten aan de Rijksuniversiteit Leiden (1874-1880). Van 1 januari 1881 tot 1 mei 1883 was hij burgemeester van Bodegraven. Op 1 mei 1883 werd hij benoemd tot burgemeester van Loosduinen. Hij bleef burgemeester van Loosduinen tot 1903. Tijdens zijn burgemeesterschap werd het veilinggebouw aan de Loosduinseweg opgericht en vonden er veel bouwactiviteiten plaats. Twee kerken werden er gebouwd onder Van de Veldes burgemeesterschap: de Rooms-Katholieke Onze Lieve Vrouwe Hemelvaartskerk (1881) en de Gereformeerde Wilhelminakerk (1896). In Kijkduin werd in 1888 het Wilhelmina Badhotel geopend.
Van de Velde bevorderde de tuinbouw in Loosduinen, ook als lid van de Vereeniging Westland.
Hij woonde een groot deel van zijn burgemeesterschap van Loosduinen op Huis Leyenburg (1883-1901). Daarna woonde het echtpaar, na 1919 de weduwe op huis Clingenbosch te Wassenaar waarop de laatste overleed.
Naast burgemeester was Van de Velde ook lid van de Tweede Kamer voor het kiesdistrict Delft (1890-1894; 1897-1918). Van oktober 1891 tot maart 1894 was hij tweede secretaris van de Anti-Revolutionaire fractie. Van september 1910 tot juli 1918 was hij vicevoorzitter van de AR-fractie. Van 3 juli 1901 tot zijn overlijden was hij lid van de Gedeputeerde Staten van Zuid-Holland.
Als Takkiaan was hij voorstander van de uitbreiding van het kiesrecht.
Mr. H.A. van de Velde overleed op 63-jarige leeftijd.

## Familie
Van de Velde trouwde op 1 juli 1880 te Den Haag met jkvr. Jacoba Clara Frederika van Reenen (1857-1931), telg uit de adellijke tak van het geslacht Van Reenen; uit dit huwelijk werden een dochter (1881-1898) en een zoon geboren. Hun zoon Ernest Abraham Henri Adolphe van de Velde (1882-1933) werd burgemeester van Loenen.

## Trivia
- In de Loosduinse burgemeestersbuurt is de Burgemeester van de Veldestraat naar Henri Adolphe van de Velde genoemd[3].

## Onderscheiding
- Ridder in de Orde van de Nederlands Leeuw

- Biografisch Portaal: 51248897
- Parlement.com: vg09llbgplzj